# Perchoerus
Perchoerus — вимерлий рід свиновидих з еоцену та олігоцену Північної Америки. Відомо три види. Хоча часто вважаються пекарі, інші дослідження відновили, що це базальний рід свиновидих, крім пекарі або Suidae. Найдавнішим відомим видом Perchoerus є P. minor, який був розміром лише з домашнього кота. Відомо з матеріалу черепа та зубів. Пізніший P. nanus Ореллана (Ореллан північноамериканський ярус) відомий за черепом і нижньою щелепою. Найпізнішим і найбільшим видом був P. probus олігоцену (32–30 млн років тому). Він був значно більшим (приблизно таким же, як живі пекарі) і відомий за більшою кількістю останків, ніж інші види.